# Lapil·lòpsids
Els lapil·lòpsids (Lapillopsidae) són una família extinta de tetràpodes temnospòndils que van viure al començament del període Triàsic, en el que avui és Austràlia i l'Índia. Presentaven un cos compacte i adaptada a un medi ambient terrestre, en contrast amb la majoria dels temnospòndils del Triàsic, els quals s'havien adaptat gairebé exclusivament a un medi aquàtic. Exhibien una inusual convergència evolutiva amb Dissorophidae, un grup de temnospòndils que van viure des de finals del període Carbonífer fins a començaments del Permià.